# Овчинников, Андрей Александрович (хоккеист)
Андрей Александрович Овчинников (укр. Андрій Олександрович Овчинников; 1 мая 1961, Ангарск, Иркутская область, РСФСР, СССР) — советский и украинский хоккеист, хоккейный тренер.

## Карьера игрока
Воспитанник ангарского «Ермака». Универсальный игрок — выступал как на месте защитника, так и нападающего. Играл за «Ермак» (Ангарск), «Сокол» (Киев), «Нойвид» (Германия), «Нефтехимик» (Нижнекамск), «Рубин» (Тюмень), «Каликс» (Швеция), «Крылья Советов» (Москва), «Льдинка» (Киев), ХК «Липецк», «Зволен» (Словакия), «Барселона» (Испания), «Пучсерда» (Испания), «Хака» (Испания), «Компаньон» (Киев), «Донбасс» (Донецк).

## Сборная Украины
Игрок национальной сборной Украины 1995-97 г. Дважды участвовал на чемпионатах мира (дивизион С): 1996, 1997. Провёл 12 игр, набрал 8 очков (3 гола + 5 передач), 6 минут штрафа.

## Карьера тренера
«Пучсерда» (Испания), ХК «Донбасс» (Донецк), в 2012/13 старший тренер «БВУФК Белый Барс» (Бровары).
С сезона 2015 по сегодняшний день тренер КДЮСШ «Школа спорта» (ХК «Киев»).

## Достижения
Бронзовый призёр чемпионата СССР-1984/85, серебряный призёр ВЕХЛ-2000.
В составе «Зволена» — третье место в первой лиге чемпионата Словакии сезона-1991/92, признан лучшим защитником лиги.
Неоднократный чемпион и обладатель Кубка Испании как игрок и тренер.
Бронзовый призёр молодёжного чемпионата мира 1981 года в составе сборной СССР.
Чемпион мира 1997 года в группе С.
Под его руководством БВУФК «Белый Барс» стал чемпионом Украины 2013 года среди юниоров (до 18 лет).